# Castianeira valida
Castianeira valida là một loài nhện trong họ Corinnidae.
Loài này thuộc chi Castianeira. Castianeira valida được Eugen von Keyserling miêu tả năm 1891.